# لوكهيد إل-1249 سوبر كونستليشن
لوكهيد إل-1249 سوبر كونستليشن (L-1249 Constellation) هي طائرة توربينية جزء من مجموعة كونستيلايشن المصنعة من قبل شركة لوكهيد. بنيت في عام 1954 كنموذج تجريبي للطائرات التوربينية المستقبلية للنقل العسكري بطلب من سلاح الجو الأميريكي وقوات البحرية الأميركية. لم تعمر الطائرة طويلا إلا أن تصميمها استعمل لاحقا في بناء  في طائرة  أل-1049 سوبر كونستيلايشن..

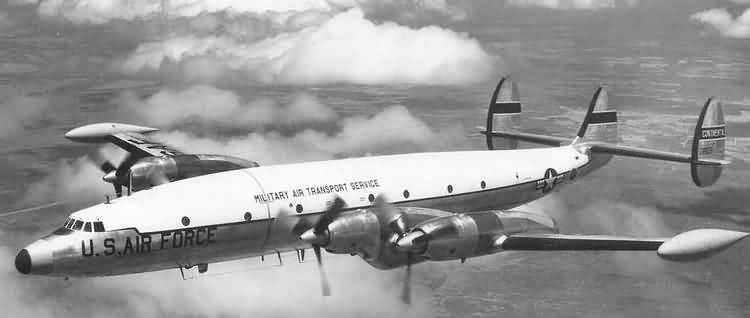
إحدى طائرتي الواي سي 121 أف في مرحلة التحليق.

## المواصفات

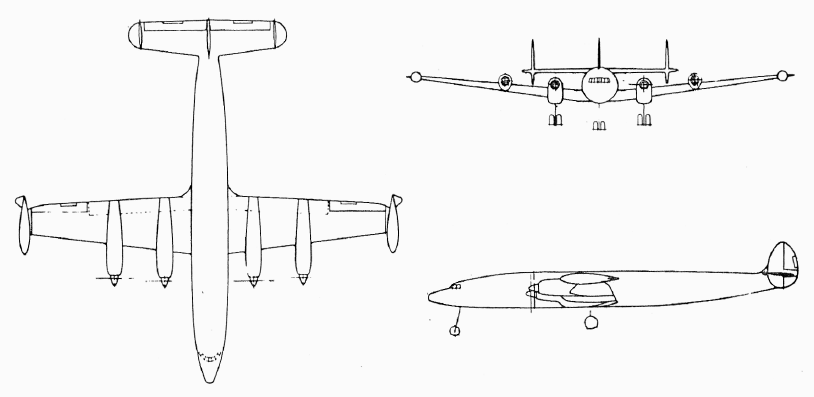
L-1249A سوبر كوكبة

## طرازات الطائرة

### الطائرات العسكرية
أر7في-2
تم تصنيع أربع طائرات من  تطوير لطائرة أر7في-1 بجناحين أقصر وبأربعة محركات من نوع برات آند ويتني واي تي34-بي12أي التوربينية. تستخدمها  القوات البحرية الأميركية.
واي سي-121أف
تم تصنيع طائرة واحدة للنقل ويستخدمها  سلاح الجو الأميريكي. 

### الطائرات المدنية
أل-1249أي
وتسمى أر7في-2 و واي سي-121أف.
أل-1249بي
مصممة على أساس جسم طائرة -1249أي إل-1049إي  و برات آند ويتني بي تي2أف-1 بمحركات مروحية تربينية. لم يبنى أي نموذج.

## وصلات خارجية
- إملخص الخصائص ملخص و الطائرات العادية الخصائص من R7V-2 من بديل Wars.com
- الخصائص ملخص YC-121F ، متاح على alternatewars.com
- لوكهيد كوكبة الناجين - موقع يشرح معلومات عن أماكن وجودهم على قيد الحياة الأبراج جميع المتغيرات. الأقدار من أربعة L-1249 الطائرات المذكورة في سؤال وجواب القسم من الموقع.
- 1000 صور الطائرات لوكهيد 1249A-94-75 YC-121F كوكبة - صورة البطاقة الصفراء الثانية-121F تسليمها إلى القوات الجوية الأمريكية. أدناه صورة صغيرة ملخص مفصل على L-1249A.
- Zoggavia لوكهيد 1951-1960 - رابط يحتوي على صور و ملخصات موجزة طائرات لوكهيد من عام 1951 إلى عام 1960 ، بما في ذلك YC-121F و R7V-2.